# Panyabungan Julu
Panyabungan Julu is een bestuurslaag in het regentschap Mandailing Natal van de provincie Noord-Sumatra, Indonesië. Panyabungan Julu telt 1718 inwoners (volkstelling 2010).